# 452 Гамільтонія
452 Гамільтонія (452 Hamiltonia) — астероїд головного поясу, відкритий 6 грудня 1899 року Джеймсом Едвардом Кілером у Обсерваторії Ліка.